# Mornand-en-Forez
Mornand-en-Forez är en kommun i departementet Loire i regionen Auvergne-Rhône-Alpes i centrala Frankrike. Kommunen ligger i kantonen Montbrison som tillhör arrondissementet Montbrison. År 2022 hade Mornand-en-Forez 426 invånare.

## Befolkningsutveckling
Antalet invånare i kommunen Mornand-en-Forez
| Referens: INSEE |